# Jayson Paul
Jayson Paul (Harlem, 10 december 1980) is een Amerikaans professioneel worstelaar die onder de ringnaam JTG actief was in de WWE.

## Loopbaan

### (2006-2007)
In 2006 begon Paul zijn carrière na het ondertekenen van een opleidingscontract met World Wrestling Entertainment (WWE) en ging worstelen op Ohio Valley Wrestling (OVW), een WWE-opleidingscentrum, waar hij de ringnaam "The Neighborhoodie" kreeg. Hij werd in de OVW in een tag team geplaatst met Shad Gaspard en noemden zichzelf "The Gang Stars". De groep won in OVW twee keer het OVW Southern Tag Team Championship.
In 2006 werd het duo vanuit de OVW naar de WWE gepromoveerd en worstelde op de Raw-brand. Het duo hernoemde hun teamnaam in "Cryme Tyme" en Paul kreeg met JTG een andere ringnaam. Het duo bleef worstelen tot 2 september 2007, nadat beiden ontslagen werden van hun WWE-contract.
Paul volgde Gaspard en zij worstelden samen verder, als "Crime Time", op 27 oktober 2007 in de Jersey All Pro Wrestling. 

### (2008-2014)
Op 31 maart 2008 keerden JTG en Gaspard terug naar de WWE op Raw, als Cryme Tyme en werden maandenlang door Eve Torres bijgestaan als hun valet. Op 15 april 2009 werd Cryme Tyme (JTG & Gaspard) door de Supplemental Draft naar de SmackDown-brand gestuurd. Op 2 april werd het duo snel verslagen door het duo John Morrison en R- Truth. Dit leidde tot een breuk tussen Gaspard en JTG, nadat JTG aangevallen werd door Gaspard. Hun ruzie bereikte een hoogtepunt op Extreme Rules, waar JTG de Strap match won van Gaspard.
Op 8 maart 2011 verscheen JTG op NXT-seizoen 'NXT Redemption' en maakte hij bekend dat hij de mentor was van Jacob Novak. Op 26 april 2011 werd JTG door de Supplemental Draft naar de Raw-brand gestuurd. Op 17 mei 2011 was JTG mentor-af nadat Novak door de WWE-poll werd geëlimineerd, maar hij verscheen zo af en toe op NXT-seizoen 'NXT Redemption'. In 2012 was JTG vooral in het voorjaar te zien op NXT. In het najaar onderging hij een schouderoperatie. 
op 12 juni 2014 maakte WWE bekend dat het diverse werknemers ontslagen had, waaronder ook Paul.

## In worstelen
- Finishers
  - Shout Out (2008-heden)

- Signature moves
  - Diving leg lariat
  - Diving crossbody
  - Dropkick, sometimes from the top rope
  - Mug Shot
  - Running somersault shoulder block
  - Wrenching side headlock
  - Turnbuckel Diving Leg Lariat
  - Mug Shot
  - Leg Drop Bulldog

- Managers
  - Eve Torres
  - Shad

- Worstelaars managed
  - Shad
  - Tyson Kidd

## Prestaties
- Ohio Valley Wrestling
  - OVW Southern Tag Team Championship (2 keer met Shad Gaspard)